# Litotrito

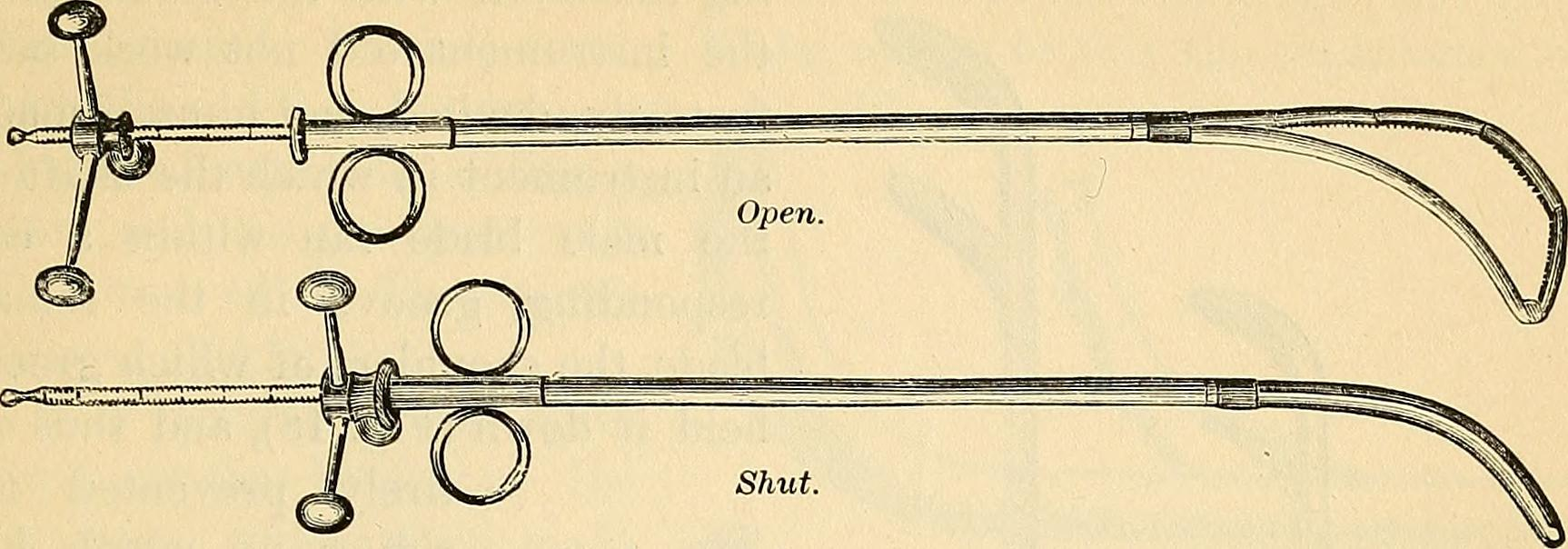
Un litotrito, se muestra el dispositivo en posiciones abierta y cerrada

El litotrito fue un dispositivo médico temprano, inventado por Al-Zahrawi, una forma temprana de la que llamó "Michaab". Podía aplastar la piedra dentro de la vejiga sin necesidad de una incisión quirúrgica. Fue modificado por Jean Civiale y se utilizó para realizar la litotricia transuretral, la primera cirugía mínimamente invasiva conocida, para triturar cálculos dentro de la vejiga sin tener que abrir el abdomen. Para extraer un cálculo, se insertaba el instrumento a través de la uretra y se perforaban agujeros en la piedra. Posteriormente, se trituraba con el mismo instrumento y los fragmentos resultantes se aspiraban o se dejaban fluir normalmente con la orina. 